# Mixohalin
Als Mixohalin wird in der Regel Wasser bezeichnet, das eine Salinität von 0,5 ‰ bis 30 ‰ (3 %) aufweist. Dieser Konzentrationsbereich deckt also weitgehend den Bereich zwischen Süßwasser (unter 0,5 ‰) und Salzwasser (30–40 ‰) ab. Allerdings kann eine starre Zonierung nach exakten Salinitäten nicht die transitionale florale und faunale Zonierung widerspiegeln. Denn zusätzlich treten in der Gezeitenzone diurnal, saisonal und jahresschwankend wechselnde Salinitäten auf. Die maximale und minimal zu erwartende Salinität übt ebenfalls Einfluss aus und andere Parameter wie Strömungsgeschwindigkeiten spielen ebenfalls eine Rolle.

## Historisches
Nachdem 1956 bei der Tagung der Internationalen Vereinigung für theoretische und angewandte Limnologie in Helsinki strittige Auffassungen über die Abgrenzung der Brackwasserzonen offenbart hatte, schlug der Zoologe Hubert Caspers auf einem Symposium in Venedig eine Brackwassernomenklatur vor. Sie wurden dort im April 1958 als „The Venice System“ beschlossen. Diese Salinitäts-Nomenklatur beinhaltet folgende Begriffe zur Salinität:
| Zone                      | mixohaline Untergliederung | Feineinteilung | Salinität (‰)                                                  |
| ------------------------- | -------------------------- | -------------- | -------------------------------------------------------------- |
| hyperhalin (hypersalinar) |                            |                | über 40                                                        |
| euhalin (Ozeanwasser)     |                            |                | 30 – 40                                                        |
| mixoeuhalin               |                            |                | über 30, aber saliner als das vorgelagerte euhaline Meerwasser |
| mixohalin                 |                            |                | 0,5 – 30                                                       |
|                           | (mixo-)polyhalin           |                | 18 – 30                                                        |
|                           | (mixo-)mesohalin           |                | 5 – 18                                                         |
|                           |                            | α-mesohalin    | 10 – 18                                                        |
|                           |                            | β-mesohalin    | 5 – 10                                                         |
|                           | (mixo-)oligohalin          |                | 0,5 – 5                                                        |
|                           |                            | α-oligohalin   | 3 – 5                                                          |
|                           |                            | β-oligohalin   | 0,5 – 3                                                        |
| limnisch (Süßwasser)      |                            |                | unter 0,5                                                      |

Die Feinunterteilung des mixohalinen Bereichs kann in salzarmen Randmeeren wie der Ostsee zusätzlich zur Differenzierung erforderlich sein, ist aber sonst meist unnötig.